# Gerhard Baumgärtel (Künstler)
Gerhard Baumgärtel (* 10. Juni 1924 in Rostock; † 1984 in München) war ein deutscher Maler und Grafiker.

## Leben und Werk
Gerhard Baumgärtel studierte Malerei an der Akademie der Bildenden Künste Nürnberg und der Akademie der Bildenden Künste München, u. a. 1952 bis 1954 bei Xaver Fuhr. Baumgärtel nahm an zahlreichen Ausstellungen teil, u. a. im Kunstverein München, im Kunstverein Hannover und im Museum für moderne Kunst in Paris. Seine Werke befinden sich in privaten und öffentlichen Sammlungen, u. a. in der Städtischen Galerie im Lenbachhaus.
In seinem Aufsatz Denk-Kunst und Bildnerisches Denken: Kritik der Concept Art setzt er sich kritisch mit der Konzeptkunst auseinander.

„Bei der Suche nach den Gesetzen, denen die bildnerische Bewegung unterworfen sein muß, geriet ich wie von selbst in eine den Konstruktivisten und der de-Stijl-Gruppe verwandte Haltung, die man doch als Antipoden der Action-Painter ansehen muß.“

In seinem Spätwerk ab der zweiten Hälfte der 1970er-Jahre widmete sich der Maler geometrischen Abstraktionen. Er sah sein Werk „als partielle Fortsetzung der theoretischen Arbeit Paul Klees“, wie er 1981 schreibt.

„Obwohl es so aussieht, hat er nichts dem Zufall überlassen. Es ist kein Strich hier, kein Kringel dort: Baumgärtels Arbeiten sind wissenschaftlich.“

Gerhard Baumgärtel lebte von 1952 bis zu seinem Tod 1984 in Germering bei München. Er war mit Anna Baumgärtel verheiratet und hatte einen Bruder Reinhard Baumgärtel.
In der Stadthalle Germering trägt einer der Veranstaltungsräume den Namen „Gerhard-Baumgärtel-Raum“.
Ein Teil seines schriftlichen Nachlasses liegt seit 2008 im Deutschen Kunstarchiv im Germanischen Nationalmuseum in Nürnberg.

## Ausstellungen (Auswahl)
- 1959, 13. Februar – 15. März: Kunstverein Galeriestraße, Hofgartenarkaden, München; mit Marion Bembé, Hubert Distler und Fritz Harnest[5]
- 1962, 6. Juni – 1. Juli: Orangerie, Erlangen; mit Oskar Koller, Herbert Martius und Walter Zimmermann[6]
- 1986, 19. September – 17. Oktober: Galerie der Künstler, München; mit Werner Lichtenberg und Dieter Stöver[7]

## Auszeichnungen
- 1956: Kritikerpreis der Zeitschrift Das Kunstwerk
- 1963: Erster Preis im „Herbstsalon“ München (Franz Burda-Preis)
- Grafikpreis der „Gesellschaft der Freunde junger Kunst“